# Marie Krakešová
Marie Krakešová (rozená Došková; 3. července 1898 Lázně Toušeň – 22. února 1979 Praha), vystudovaná antropoložka patří mezi zakladatelky a průkopnice české školy sociální práce a psychoterapie. Na základě dlouholeté práce a výzkumu v terénu napsala zásadní teoretické studie československé sociální práce. Působila také jako pedagožka a vychovala řadu sociálních pracovnic.
V roce 2014 inicioval Peter Brnula z Univerzity Komenského v Bratislavě vydání knihy Marie Krakešová – priekopníčka teórie sociálnej práce v Československu. Vznikla monografie obsahující nejen životopis, ale i citace z jejího díla. Kniha ukazuje originalitu díla Marie i Josefa Krakešových jako předchůdců stále se vyvíjejícího konceptu psychosociálního přístupu v oboru moderní teorie sociální práce. Autoři v knize zavedli termín „krakešovská škola“.

## Životopis

### Mládí a studium
Marie Došková se narodila v lázeňském městě Toušeň do akademicky vzdělané rodiny. Dědeček inženýr Vincenc Došek pracoval jako železniční stavitel u c. k. železnic v Uhrách a byl starostou města. Otec Vincenc Jiří Došek absolvoval „Královskou bavorskou polytechniku“ v Mnichově.
Premiantka po ukončení základního vzdělání vystudovala Minervu (dívčí gymnázium) v Praze. Zde se seznámila s Alicí Masarykovou. Zajímala se o psychologii. Ve studiu však pokračovala na přírodovědecké fakultě Univerzity Karlovy. Studovala antropologii, zoologii a přírodní filozofii a současně byla studentkou jednoleté „Ženské vyšší školy pro sociální péči“ v Praze 7. Během vysokoškolského studia získala stipendium na studia sociologie na Vassar College v USA (1920– 1922). Po návratu v roce 1923 obhájila doktorát z přírodních věd u profesora Jindřicha Matiegky na Univerzitě Karlově.

### Počátky sociální práce
V dvacátých letech dvacátého století rostl v Československu požadavek na profesionalizaci „sociálních pracovníků“. Česká zemská komise pro péči o mládež pořádala v roce 1917 desetitýdenní kurz pro sociální pracovnice. Veřejnost je zprvu zaměňovala s pěstounkami nebo ošetřovatelkami. Laická i odborná veřejnost té doby odmítala přijmout model sociální práce jako samostatný obor. Stále zde převažovala tradice dobročinnosti. Absolventky školy založily v roce 1921 „Organizaci absolventek Vyšší školy sociální péče“. Absolventka Marie Došková začala přednášet na Ženské vyšší škole pro sociální péči. V roce 1919 byl název školy změněn na Vyšší školu sociální péče s dvouletou výukou jako pomaturitní studium.
V roce 1924 se provdala za právníka Josefa Krakeše (1896–1969), který pracoval jako vysoký úředník na ministerstvu sociální péče a přední odborník na oblast péče o uprchlíky v Československu. Manželé sdíleli společné profesní postoje a proto mohla s manželem konzultovat svoji práci. V roce 1928 se konala v Paříži „Mezinárodní konference sociální služby“. V rámci odborné sekce, která se konala jako součást „Čtrnáct dní mezinárodní sociální péče“ přednášela vedle dalších českých účastníků i Marie Krakešová.

### Dílo
Práci Marie Krakešové ovlivnil mimo jiné i její americký studijní pobyt. Zde poznala případovou sociální prací zaměřenou na jednotlivce, která měla rozpracovanější metodiku než jaká byla v Československu. Inspirovala se ženami, které se případové práci věnovaly, například Mary Richmondovou, Florence Hollisovou, Helen Harris Perlmanovou nebo Octavií Hillovou. Spolupracovala také s Alicí Masarykovou.
Společně s manželem zpracovala stovky sociálních případů (tento pojem se používá pro jedince žijícího v neuspokojivých životních podmínkách jako například bezdomovectví, nezaměstnanost atd.). Vytvořila sociologicko-diagnostické popisy těchto případů a po jejich systematickém roztřídění zveřejnila nejúspěšnější postupy a definovala základy výchovné sociální terapie. Množství názorných studií publikovala v časopise Sociální pracovnice. Sociální problémy jedinců bylo třeba řešit, podle jejího názoru, psychologicky založenou pomocí, která by směřovala jedince jeho vlastním úsilím k návratu do plnohodnotného života. Zcela odmítala řešení sociálních problémů pouze charitativní pomocí a „improvizací“. Výsledky výzkumu vydala společně s manželem v knižní publikaci Sociální případ v roce 1934 v Praze.
Během roku 1936 Vyšší školu zdravotně sociální péče v Praze nahradila Masarykova státní škola zdravotní a sociální péče. Pod jejím vedením zde byla případová sociální práce rozvíjena teoreticky a zaváděna do praxe. V roce 1946 vydala Nová osvěta v Praze další knihu Psychogenese sociálních případů o vzniku sociální úchylnosti, ve které vytvořila psychologickou koncepci případové sociální práce vycházející ze studia kazuistik sociálních případů. Vypracovala také psychologickou teorii vzniku sociálního případu. V roce 1948 vyšla příručka pro studenty Vysoké školy politické a sociální v Praze, kde autorka vyučovala na samostatné Sociální fakultě mezi lety 1946– 1949. Publikace Úvod do praxe na sociálních klinikách přibližuje rozsáhlou řadu aktivit, se kterými studentky přišly do styku při praxi na sociálních klinikách. Po únoru 1948 již nepublikovala a neučila.

### Rodinný život a poválečná léta
Manželé Krakešovi vychovali dva syny. Starší Pavel (1925 – 2011) odešel v červnu 1948 do USA, kde založil rodinu. Mladší Vít (1929 –2011) zůstal v Československu. Se změnou politického režimu byla manželům zakázána veškerá veřejná činnost. „Důvodem“ bylo například přátelství s Alicí Masarykovou, americké studium i komunikace s americkými spolužačkami atd. Rodina se musela vystěhovat z Prahy. Vrátili se do obce Toušeň, do domu rodičů. Během tohoto období působila na protialkoholickém oddělení „U Apolináře“ psychiatrické kliniky. Vedla skupiny a semináře, ale současně nezapomínala na svoji životní prioritu, kterou byl výzkum.
Po Pražském jaru v roce 1968 začaly vycházet první učebnice o sociální práci. Po setkání s bývalými studentkami začala pracovat na další knize. V roce 1973 vyšly dva svazky díla Výchovná sociální terapie. Tuto práci, kde shrnula svoje názory a poznatky za uplynulé čtvrtstoletí, lze považovat za její klíčové dílo. Zkompletovala zde teorie publikované již dříve a zdůraznila psychologicko-výchovné pojetí sociální práce. V této době pracovala jako konzultantka ministerstva práce a sociálních věcí. Poslední její prací byla publikace Sociální diagnóza a výchovná sociální terapie vydaná v roce 1978. Období normalizace její práci ukončilo. Zemřela 22. února 1979 v pražské nemocnici. Je pohřbena společně s ostatky manžela a mladšího syna na pražském hřbitově.